# 查尔斯·格贝克
查尔斯·格贝克（Charles Gbeke，又被译为查尔斯·比奇，1978年3月13日—），是一名科特迪瓦裔加拿大职业足球运动员，司职前锋。现在是一名自由球员。

## 职业生涯
格贝克出生于科特迪瓦阿比让，成长于加拿大蒙特利尔，并获得加拿大国籍。格贝克的青训生涯在温哥华86人度过，当时他的位置是后卫。1999年，格贝克加盟法国特鲁瓦B，随后又短暂效力于巴西低级别球队科莫西亚和松原体育。2001年，格贝克回到已经改名为温哥华白浪的母队，随队征战美国甲级联赛(次级联赛)，但只得到三次替补出场机会。后来他转投至另一支美国甲级联赛球队西雅图音速，但也只为球队替补出场一次。
2002年，格贝克转会到加拿大职业联赛球队渥太华巫师，他的位置从后卫改造成前锋，这成为他职业生涯的转折点。他在2002赛季出场18次打进10球，渥太华巫师也在联赛中连续11场比赛保持不败并获得加拿大联赛杯赛三冠王。2003赛季，格贝克又以出色的表现帮助渥太华巫师整个赛季保持不败并再次获得联赛冠军。他的表现再次引起美国甲级联赛球队的注意，由于渥太华巫师被撤销，格贝克在2004年被租借到甲级联赛球队多伦多山猫。在多伦多，格贝克占据球队主力前锋的位置，并取得6个联赛进球，其中他的第一个进球正是在对阵老东家温哥华白浪时打进的。在赛季结束后，他又被短暂租借到加拿大职业联赛球队汉密尔顿雷霆。
2005年，格贝克加盟丹麦足球甲级联赛球队赫尔弗格，但没能取得一个进球。赫尔弗格在赛季结束后降级，格贝克也和球队解除合同。在萨格勒布迪纳摩试训失败后，格贝克回到多伦多山猫。但这次他的表现没能达到此前的水平，出场6次只取得2个进球。8月1日，在转会窗口即将关闭的一刻，格贝克转会到蒙特利尔冲击。
2006年，格贝克加盟罗彻斯特怒犀，但在球队的表现却让人失望，在2006赛季出场21次，只有2个联赛进球。2007年，格贝克回到蒙特利尔冲击，并在2007赛季以10个进球获得联赛最佳射手称号。2008年6月30日，温哥华白浪以球员加现金的方式买入格贝克。在该赛季甲级联赛总决赛中，格贝克打进2球，帮助球队2比1击败波多黎各岛民，历史上第二次获得甲级联赛冠军。2009赛季，格贝克以12个进球再次获得联赛最佳射手称号，但温哥华白浪在总决赛中被蒙特利尔冲击击败屈居亚军。赛季结束后，由于温哥华队将为加入美国职业足球大联盟而对俱乐部重组，格贝克和球队解约 。
2010年2月，在美国甲级联赛近十年最佳25人的评选中，格贝克排名第18位。不久后，格贝克加盟中甲球队广州恒大。4月3日，他在和北京理工大学的联赛中首次代表广州队出场，并在第23分钟赢得点球机会，帮助队友郜林为球队首开纪录。4月10日，他在和浦东中邦的联赛中梅开二度。格贝克在2010赛季中甲联赛中出场21次，打进9球，帮助球队以联赛冠军的成绩升入中超联赛。赛季结束后，格贝克没有和广州队续签合同，成为自由球员。2011年5月，格贝克曾经到巴西乙级联赛球队亚美黎加纳试训，但没有获得留队机会。

## 国家队生涯
2008年2月1日，格贝克在加拿大1比0击败马提尼克的比赛中首次代表国家队出场。随后他又代表国家队在2010年世界杯预选赛中出场2次，但都没取得进球。
格贝克还入选加拿大队参加2009年中北美洲及加勒比金杯赛的参赛名单，但没有在杯赛中出场。

## 荣誉

### 球队
- 加拿大足球职业联赛东部赛区冠军：2002，2003
- 加拿大罗格杯冠军：2002
- 加拿大杯冠军：2002
- 美国足球甲级联赛冠军：2008
- 中国足球甲级联赛冠军：2010

### 个人
- 美国足球甲级联赛最佳射手：2007，2009